# Tony Larue
Pour les articles homonymes, voir Larue.
Tony Larue, né le 18 août 1904 à Rouen, mort le 5 juillet 1995 au Grand-Quevilly, est un homme politique français.

## Biographie
Il est élève de l'école primaire supérieure de Rouen et obtient en 1927 l'examen d'expert-comptable. Il est un des membres fondateurs du mouvement départemental de la résistance Libé-Nord.
- Membre de la commission des finances, du contrôle budgétaire et des comptes économiques de la Nation
- Membre du Groupe socialiste
- Maire du Grand-Quevilly (1935-1941, 1944-1945 et 1947-1995)[3]
- Conseiller général du canton de Grand-Couronne (1946-1951 et 1964-1982).
- Sénateur (1977-1995). Du 2 mars 1993, jour du décès de Geoffroy de Montalembert, à sa mort le 5 juillet 1995, il est le doyen d'âge du Sénat.
- Député (1956-1977) de la deuxième circonscription de la Seine-Maritime

## Distinctions
- Chevalier de la Légion d'honneur (1946)[4].